# Amblypodia osia
Amblypodia osia är en fjärilsart som beskrevs av De Nicéville. Amblypodia osia ingår i släktet Amblypodia och familjen juvelvingar. Inga underarter finns listade i Catalogue of Life.